# Limbert guinéen
Aulopus cadenati
Espèce
Statut de conservation UICN

 LC 07 avril 2015 : Préoccupation mineure
Le Limbert guinéen (Aulopus cadenati) est une espèce de poissons téléostéens de la famille des Aulopidae.

## Systématique
L'espèce Aulopus cadenati est décrite pour la première fois en 1953 par Max Poll (1908-1991).

## Description
Aulopus cadenati possède un corps allongé qui peut atteindre les 40 cm.

## Distribution
Cette espèce se croise dans l’Atlantique tropical, plus particulièrement au large du Sénégal, de la Guinée, de la Guinée-Bissau, de la Côte d'Ivoire, du Ghana, du Sierra Leone, du Liberia, du Togo, du Bénin, du Nigeria, du Cameroun, de la Guinée Équatoriale, du Gabon, du Congo de la République Démocratique du Congo et de l’Angola, à des profondeurs variant de 100 à 200 m.

## Étymologie
Son épithète spécifique, cadenati, est vraisemblablement un hommage à Jean Cadenat (d).

## Publication originale
- Max Poll, « Poissons III. Téléostéens Malacoptérygiens », dans Résultats Scientifiques. Expédition Océanographique Belge dans les Eaux Côtières Africaines de l'Atlantique Sud (1948-1949), vol. 4, Bruxelles, 1953 (lire en ligne), chap. 2, p. 1-258, planches 1-8